# Per diem
Per diem (del llatí, «per dia» o «per a cada dia»), o viàtic, és una assignació diària per a despeses, una quantitat específica de diners que una organització dona a un individu, sovint un empleat, per dia per a cobrir les despeses bàsiques quan es viatja per feina.
Un viàtic pot incloure una part o la totalitat de les despeses incorregudes; per exemple, pot excloure els allotjaments (reemborsament de les quals pot estar disponible amb la presentació de rebuts) i només cobrir els àpats. Per diem també s'utilitza com un adjectiu i un adverbi. Els viatges, sobretot pels vehicles de motor, sovint es reemborsa segons una tarifa determinada només per la distància recorreguda.
Les taxes fixes per diem (i per quilometratge) eliminen la necessitat dels ocupadors per a preparar, i als empleats d'examinar, un informe detallat de despeses amb el suport dels rebuts per a documentar les quantitats gastades en un viatge de negocis. En el seu lloc, els ocupadors paguen als empleats una tarifa diària estàndard sense tenir en compte les despeses reals.